# Catálogo astronómico

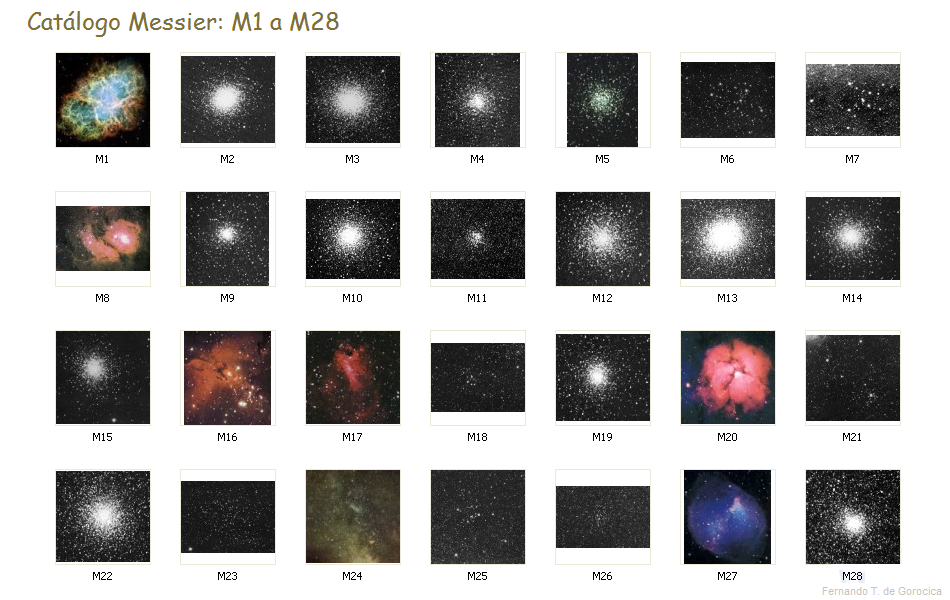
Catálogo de Objetos de Messier.

Un catálogo astronómico es un listado o tabulación de objetos astronómicos, normalmente agrupados por alguna característica común, como por ejemplo morfología, origen, tipo, método de detección, descubrimiento, etc. Los catálogos astronómicos son normalmente el resultado de investigaciones u observaciones de algún tipo.
Dentro de la categoría general de los catálogos astronómicos, figuran los catálogos dedicados a temas concretos, como los catálogos estelares (dedicados a distintos tipos de estrellas) o el Catálogo Messier (dedicado específicamente a objetos como las nebulosas).

## Historia
El catálogo astronómico más antiguo que se conoce es un catálogo estelar que data del siglo V a. C. y que se encontró en Gan-Shi Xing Jing, redactado por los astrónomos chinos Gan De y Shi Shen.
Vinieron luego los catálogos de los griegos Timocares de Alejandría y Aristilo, y posteriormente de Hiparco de Nicea en el curso del siglo II a. C. y el siglo I a. C., y por fin Ptolomeo (siglo II) y su Almagesto que contiene entre otras cosas su catálogo de estrellas.
La Edad Media vio nacer la edad de oro de la astronomía en la civilización musulmana, desde los trabajos de Al-Battani en el siglo IX hasta el punto culminante que representaron las Tablas sultanianas de Ulugh Beg - entre otros astrónomos de Samarcanda (mediados del siglo XV).
El primer catálogo "moderno" (en el sentido histórico del término) fue realizado por Johann Bayer en su Uranometria con el fin de clasificar las estrellas por constelaciones. Más allá de un catálogo simple, se trata también de un sistema de designación relativamente práctico y por otra parte todavía frecuentemente utilizado en nuestra época. Por supuesto, vistas las limitaciones de este sistema, los astrónomos profesionales lo abandonaron un poco.
El primer catálogo que se interesó por otros objetos no estelares del espacio profundo data la segunda mitad del siglo XVIII y por el buscador de cometas Charles Messier (con la ayuda de otros astrónomos como Pierre Méchain con el fin de identificar objetos difusos que pueden ser confundidos con un cometa que pase). Exceptuando algunos descuidos, las nebulosas de emisión, galaxias, cúmulos abiertos y cúmulos globulares más espectaculares accesibles desde Europa (es decir, los que la declinación no desciende de los 35º) figuran en el Catálogo Messier.
Los catálogos más recientes son ante todo realizados por profesionales aunque ciertos aficionados llegan a veces a aportar su granito de arena. Con aumento del número y sobre todo del volumen de los datos, el papel ha sido abandonado en provecho de la informática. Es más fácil corregir un fichero informático que un libro. Las ventajas de la informática sobre el papel son muy numerosas:
- Cuando hay un error en un fichero informático hay que corregirlo y registrar el fichero. Para un libro, hay que o reimprimirlo o añadir una página de erratas.
- Cuando un catálogo ha sido editado rara vez ha vendido más de un millar de ejemplares.
- El acceso a la información que se busca es virtualmente inmediato.
- Es necesario mucho espacio para almacenar estos libros y en soporte digital solo hace falta un único disco duro de acceso libre para disponer de acceso universal.
- Seguridad: hay menos riesgo de incendios y la información es más fácilmente copiada y protegida.

## Catálogos astronómicos de relevancia histórica
- Atlas estelar de Uranometria de Johann Bayer publicado en 1603 con 1200 estrellas. Los nombres están elaborados con combinaciones de letras griegas y el nombre de la constelación, por ejemplo Alpha Centauri.
- Atlas estelar Historia coelestis Britannica de John Flamsteed, publicado en 1725, listado de estrellas que combina dos dígitos con la constelación, ejemplo 61 Cygni.
- Catálogo de Messier -  Nebulosas y cúmulos estelares publicado en 1781, con 110 objetos.
- Bonner Durchmusterung ("compilación de Bonn" en alemán) publicado por Friedrich Wilhelm Argelander, Adalbert Krüger y Eduard Schönfeld entre 1852 y 1859. Recoge 320.000 estrellas con sus posiciones para la época 1855.0, siendo el catálogo más importante anterior a la aparición de los primeros catálogos fotográficos.
- New General Catalogue compilación de 1880, listado de 7.840 objetos.
- Catálogo Henry Draper de Henry Draper publicado entre 1918 y 1924, listado de más de 225.000 de las estrellas más brillantes, se nombran usando HD seguido de un número de 6 dígitos.
- Catálogo Caldwell de Patrick Moore compilación de 1995 para complementar el catálogo Messier, con una lista de 109 cúmulos estelares brillantes, nebulosas y galaxias enumerándolas de C1 en C109.
- 2MASS es el proyecto más ambicioso para hacer un mapa del cielo nocturno actual. Entre los objetivos se incluye la detección de enanas marrones, estrellas de baja masa, y catalogar todas las estrellas y galaxias detectadas. Contiene más de 300 millones de fuentes y han sido catalogadas 1 millón.

## Catálogos astronómicos ampliamente usados
- Catálogo Hipparcos – contiene datos de 118.000 estrellas.
- Catálogo Tycho-2 – contiene datos de 2.500.000 estrellas.
- USNO B1.0 (1.042.618.261 estrellas/galaxias).
- 6th Orbit Catalog (Elementos orbitales de doble/múltiple sistemas estelares).
- Catálogo de Estrellas Dobles Washington.
- Bright Star Catalogue o Catálogo de Estrellas Brillantes.